# Il Pordenone

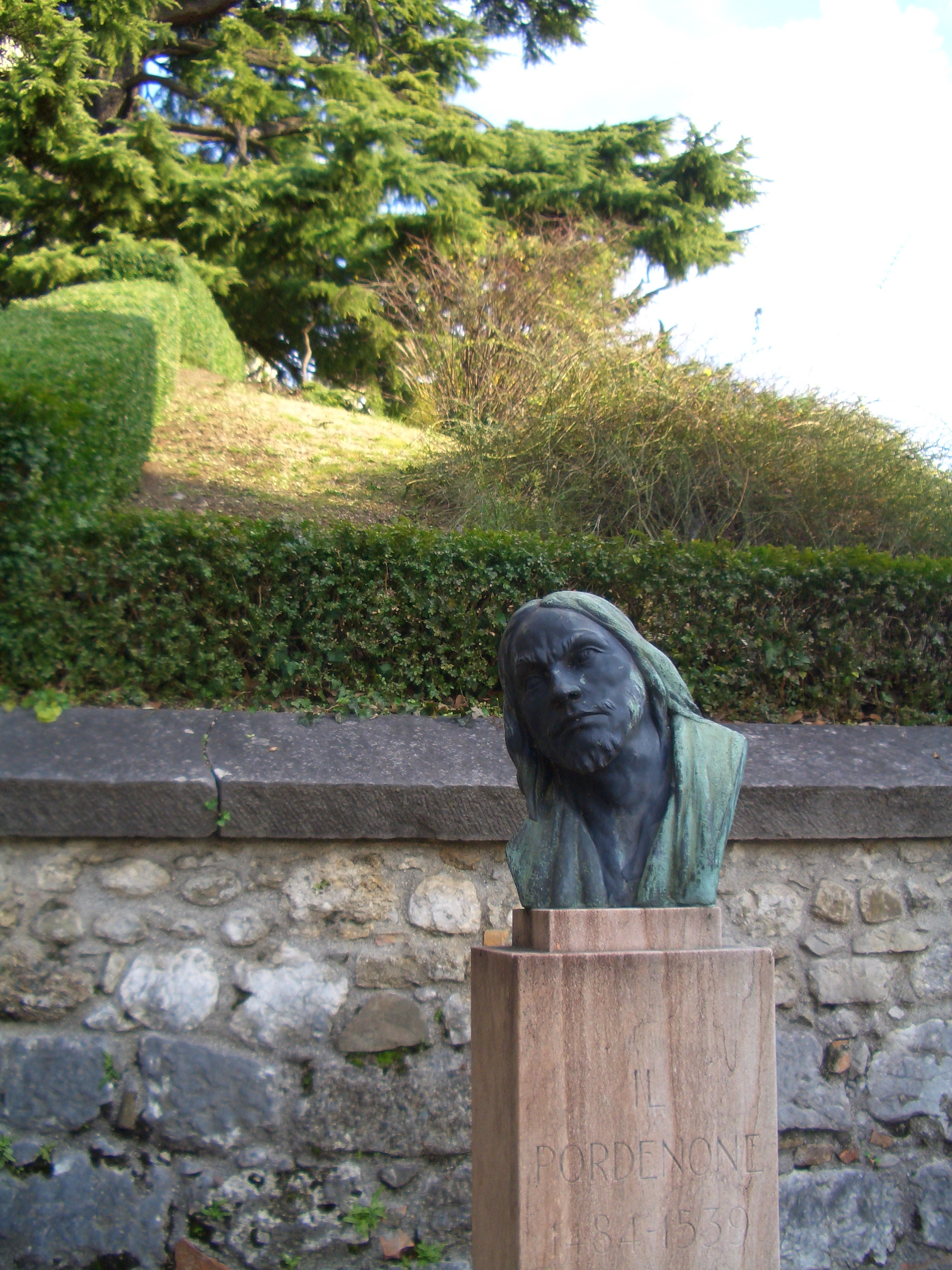
Popiersie Il Pordenone. Zamek w Udine.

Il Pordenone, właściwie Giovanni Antonio de' Sacchis (ur. 1483, zm. 1539), był włoskim malarzem szkoły weneckiej, tworzącym w czasach Renesansu. Jego główny biograf Giorgio Vasari, podpisuje go jako Giovanni Antonio Licinio. Jego najważniejszymi uczniami byli Bernardino Licinio, nazywany Il Sacchiense, jego zięć Pomponio Amalteo, oraz Giovanni Maria Calderari.

## Życiorys
Powszechnie nazywany był Il Pordenone, które to nazwisko przylgnęło do niego od miejsca urodzenia, gdyż urodził się w 1483 w małej wsi Corticelli, położonej w pobliżu Pordenone w regionie Friuli.
Ostatecznie, po kłótni ze swoimi braćmi, z których jeden zranił go w rękę, porzucił on imię Licino i przyjął nazwisko Regillo lub De Regillo. Inne źródła podają, iż przejął nazwisko po swojej matce Cuticelli Podpisywał się jednak jako Antonius Portunaensis lub De Portunaonis. Otrzymał tytuł szlachecki kawalera od Karola V Habsburga.
Jako malarz, Pordenone był uczniem Pellegrino da San Daniele, jednak wiodący wpływ na styl jego twórczości miał Giorgione, a popularna opinia że był kolegą-uczniem wraz z Tycjanem u Giovanni Belliniego jest nieprawdziwa.

## Najważniejsze prace
- Studium martyrologii św. Piotra (1526, J. Paul Getty Museum)[2]
- Święty Bonawentura,(National Gallery, London)[3]
- Święty Ludwik z Tuluzy, (National Gallery w Londynie)[4]
- Święty Prosdocimus & św. Piotr (1516, North Carolina Museum of Art, Raleigh).
- Golgota (1520-21, fresk, Kathedra w Cremonie)
- Madonna i Dzieciątko na tronie otoczeni świętymi (c. 1525, Kościół parafialny, Susegana w Treviso)[5]
- Święty Wawrzyniec i inni święci (1532, Gallerie dell’Accademia, Wenecja)
- Święty Marcin i św. Krzysztof (1528-29, Kościół San Rocco, Wenecja)
- Święty Wawrzyniec Sprawiedliwy i dwaj mnisi ze świętymi (1532, Galleria dell'Accademia, Florencja)
- Święty Sebastian, Roch i Katarzyna (1535, Kościół San Giovanni Elemosinario, Wenecja)[6]
- Madonna i Dzieciątko na tronie otoczeni świętymi (1525, Kościół parafialny, Grandcamp, Francja).
- Dyskusja św. Katarzyny z pogańskimi filozofami (Katedra w Piacenza)[7]
- Święty Gotard i św. Sebastian oraz Rocco (Museo Civico d’Arte, Pordenone)
- Święta Katarzyna i męczennicy (Museo Civico di Conegliano)
- Rysunki w Bibliotece Ambrosiana, Mediolan
- Magi (Treviso Katedra)[8]

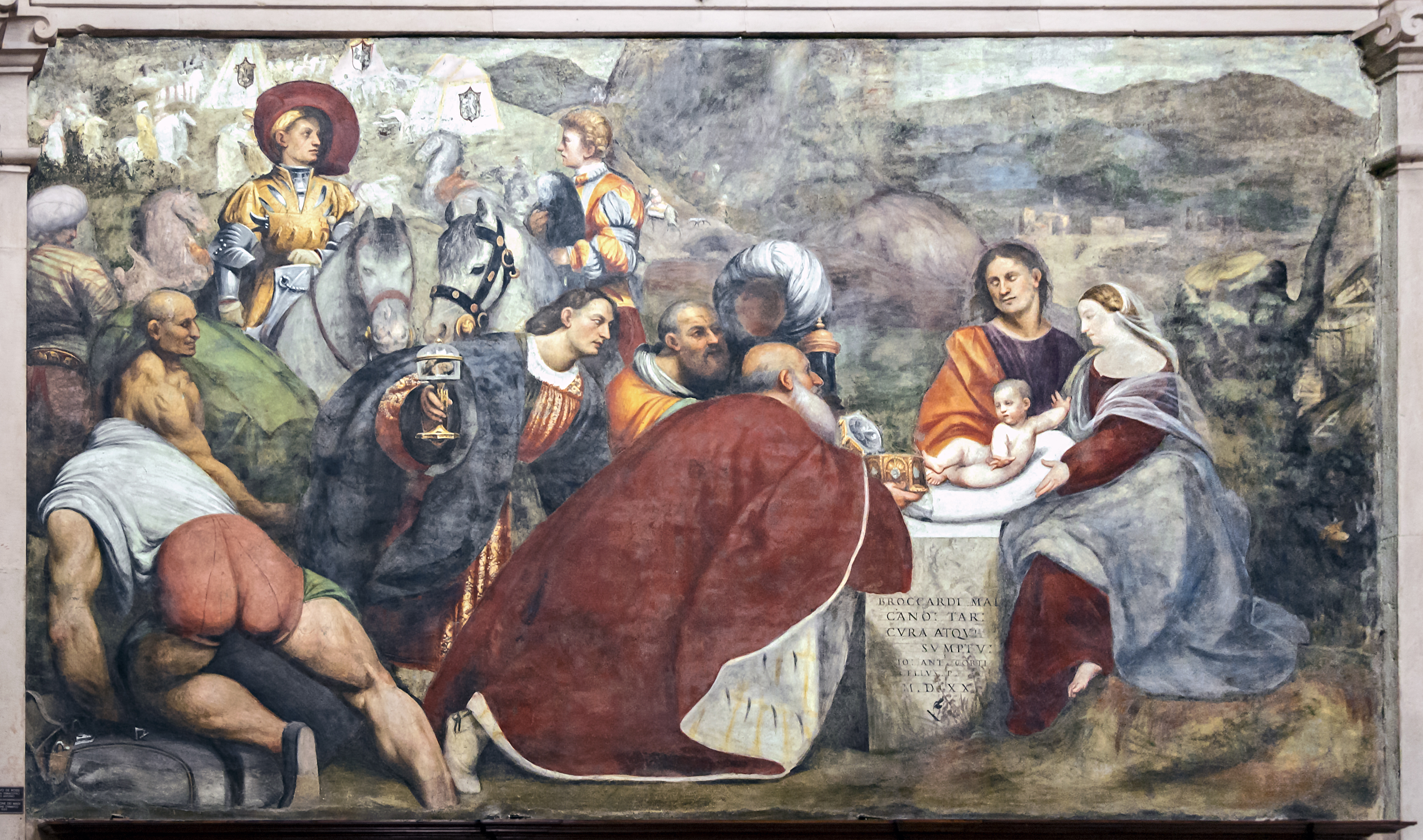
Pokłon Trzech Króli (Katedra w Treviso)